# Números amigables
En teoría de números, números amigables (o también números amistosos) son dos o más números naturales con un índice de abundancia común, es decir, con el mismo cociente entre la suma de los divisores del número {\displaystyle \sigma (n)} y el propio número {\displaystyle n}:
- Se dice que dos números naturales {\displaystyle a} y {\displaystyle b} son "amigables" si se cumple que: {\displaystyle {\frac {\sigma (a)}{a}}={\frac {\sigma (b)}{b}}}

A pesar de la aparente simplicidad del concepto, todavía quedan sin resolver varios problemas relacionados con los números amigables.

## Definiciones
- Dos números con el mismo índice de abundancia forman una pareja amigable, y n números con el mismo índice de abundancia forman una n-tupla amigable.

- Ser mutuamente amigable es un relación de equivalencia y, por lo tanto, induce una partición de los números naturales positivos en clubes (clases de equivalencia) de números mutuamente amigables entre sí.

- Un número que no forma parte de ningún par amigable se llama solitario.

- El índice de abundancia de n es el número racional σ(n) / n, en el que σ denota la función suma de los divisores. Un número n es un número amistoso si existe m ≠ n tal que σ(m) / m = σ(n) / n. El índice de abundancia no es lo mismo que la abundancia, que se define como σ(n) − 2n.

- El índice de abundancia también se puede expresar como {\displaystyle \sigma _{-\!1}(n)}, donde {\displaystyle \sigma _{k}} denota una función divisor con {\displaystyle \sigma _{k}(n)} igual a la suma de las potencias k-ésimas de los divisores de n.

- A pesar de la similitud de los nombres, no existe una relación específica entre los números amigables y los números amigos o los números sociables, aunque las definiciones de los dos últimos también involucran la función divisor.

## Ejemplos
Los números del 1 al 5 son todos solitarios. El número amigable más pequeño es 6, y forma una pareja de números amigables con 28, ya que ambos tienen el mismo índice de abundancia: σ(6) / 6 = (1+2+3+6) / 6 = 2, el mismo valor que σ (28) / 28 = (1+2+4+7+14+28) / 28 = 2. El valor compartido 2 es un número entero en este caso, pero no en muchos otros casos. Los números con índice de abundancia 2 también se conocen como los números perfectos.
Como otro ejemplo, 30 y 140 forman un par amigable porque 30 y 140 tienen el mismo índice de abundancia:
{\displaystyle {\dfrac {\sigma (30)}{30}}={\dfrac {1+2+3+5+6+10+15+30}{30}}={\dfrac {72}{30}}={\dfrac {12}{5}}}
{\displaystyle {\dfrac {\sigma (140)}{140}}={\dfrac {1+2+4+5+7+10+14+20+28+35+70+140}{140}}={\dfrac {336}{140}}={\dfrac {12}{5}}.}
Los números 2480, 6200 y 40640 también son miembros de este club, ya que cada uno tiene un índice de abundancia igual a 12/5.
Para ver un ejemplo de números impares amigables, considérense 135 y 819, con índice de abundancia 16/9 (ambos defectivos). También hay casos de números pares amigables con números impares, como 42 y 544635 (con índice de abundancia 16/7). El amigo impar puede ser menor que el par, como en 84729645 y 155315394 ("abundancia" 896/351).
Un cuadrado perfecto puede ser amigable, por ejemplo, tanto 693479556 (el cuadrado de 26334) como 8640 tienen "abundancia" 127/36 (este ejemplo está acreditado por Dean Hickerson).

### Casos denpequeños
En la siguiente tabla, los números azules son números amigables probados (sucesión A074902 en OEIS), los números rojos son números solitarios probados (sucesión A095739 en OEIS), los números n tales que n y {\displaystyle \sigma (n)} son números coprimos (sucesión A014567 en OEIS) se dejan en negro, aunque también son conocidos por ser solitarios. Otros números tienen estado desconocido y aparecen subrayados.
| n  | {\displaystyle \sigma (n)} | {\displaystyle {\frac {\sigma (n)}{n}}} |    | n   | {\displaystyle \sigma (n)} | {\displaystyle {\frac {\sigma (n)}{n}}} |     | n       | {\displaystyle \sigma (n)} | {\displaystyle {\frac {\sigma (n)}{n}}} |         | n | {\displaystyle \sigma (n)} | {\displaystyle {\frac {\sigma (n)}{n}}} |
| 1  | 1                          | 1                                       | 37 | 38  | 38/37                      | 73                                      | 74  | 74/73   | 109                        | 110                                     | 110/109 |   |                            |                                         |
| 2  | 3                          | 3/2                                     | 38 | 60  | 30/19                      | 74                                      | 114 | 57/37   | 110                        | 216                                     | 108/55  |   |                            |                                         |
| 3  | 4                          | 4/3                                     | 39 | 56  | 56/39                      | 75                                      | 124 | 124/75  | 111                        | 152                                     | 152/111 |   |                            |                                         |
| 4  | 7                          | 7/4                                     | 40 | 90  | 9/4                        | 76                                      | 140 | 35/19   | 112                        | 248                                     | 31/14   |   |                            |                                         |
| 5  | 6                          | 6/5                                     | 41 | 42  | 42/41                      | 77                                      | 96  | 96/77   | 113                        | 114                                     | 114/113 |   |                            |                                         |
| 6  | 12                         | 2                                       | 42 | 96  | 16/7                       | 78                                      | 168 | 28/13   | 114                        | 240                                     | 40/19   |   |                            |                                         |
| 7  | 8                          | 8/7                                     | 43 | 44  | 44/43                      | 79                                      | 80  | 80/79   | 115                        | 144                                     | 144/115 |   |                            |                                         |
| 8  | 15                         | 15/8                                    | 44 | 84  | 21/11                      | 80                                      | 186 | 93/40   | 116                        | 210                                     | 105/58  |   |                            |                                         |
| 9  | 13                         | 13/9                                    | 45 | 78  | 26/15                      | 81                                      | 121 | 121/81  | 117                        | 182                                     | 14/9    |   |                            |                                         |
| 10 | 18                         | 9/5                                     | 46 | 72  | 36/23                      | 82                                      | 126 | 63/41   | 118                        | 180                                     | 90/59   |   |                            |                                         |
| 11 | 12                         | 12/11                                   | 47 | 48  | 48/47                      | 83                                      | 84  | 84/83   | 119                        | 144                                     | 144/119 |   |                            |                                         |
| 12 | 28                         | 7/3                                     | 48 | 124 | 31/12                      | 84                                      | 224 | 8/3     | 120                        | 360                                     | 3       |   |                            |                                         |
| 13 | 14                         | 14/13                                   | 49 | 57  | 57/49                      | 85                                      | 108 | 108/85  | 121                        | 133                                     | 133/121 |   |                            |                                         |
| 14 | 24                         | 12/7                                    | 50 | 93  | 93/50                      | 86                                      | 132 | 66/43   | 122                        | 186                                     | 93/61   |   |                            |                                         |
| 15 | 24                         | 8/5                                     | 51 | 72  | 24/17                      | 87                                      | 120 | 40/29   | 123                        | 168                                     | 56/41   |   |                            |                                         |
| 16 | 31                         | 31/16                                   | 52 | 98  | 49/26                      | 88                                      | 180 | 45/22   | 124                        | 224                                     | 56/31   |   |                            |                                         |
| 17 | 18                         | 18/17                                   | 53 | 54  | 54/53                      | 89                                      | 90  | 90/89   | 125                        | 156                                     | 156/125 |   |                            |                                         |
| 18 | 39                         | 13/6                                    | 54 | 120 | 20/9                       | 90                                      | 234 | 13/5    | 126                        | 312                                     | 52/21   |   |                            |                                         |
| 19 | 20                         | 20/19                                   | 55 | 72  | 72/55                      | 91                                      | 112 | 16/13   | 127                        | 128                                     | 128/127 |   |                            |                                         |
| 20 | 42                         | 21/10                                   | 56 | 120 | 15/7                       | 92                                      | 168 | 42/23   | 128                        | 255                                     | 255/128 |   |                            |                                         |
| 21 | 32                         | 32/21                                   | 57 | 80  | 80/57                      | 93                                      | 128 | 128/93  | 129                        | 176                                     | 176/129 |   |                            |                                         |
| 22 | 36                         | 18/11                                   | 58 | 90  | 45/29                      | 94                                      | 144 | 72/47   | 130                        | 252                                     | 126/65  |   |                            |                                         |
| 23 | 24                         | 24/23                                   | 59 | 60  | 60/59                      | 95                                      | 120 | 24/19   | 131                        | 132                                     | 132/131 |   |                            |                                         |
| 24 | 60                         | 5/2                                     | 60 | 168 | 14/5                       | 96                                      | 252 | 21/8    | 132                        | 336                                     | 28/11   |   |                            |                                         |
| 25 | 31                         | 31/25                                   | 61 | 62  | 62/61                      | 97                                      | 98  | 98/97   | 133                        | 160                                     | 160/133 |   |                            |                                         |
| 26 | 42                         | 21/13                                   | 62 | 96  | 48/31                      | 98                                      | 171 | 171/98  | 134                        | 204                                     | 102/67  |   |                            |                                         |
| 27 | 40                         | 40/27                                   | 63 | 104 | 104/63                     | 99                                      | 156 | 52/33   | 135                        | 240                                     | 16/9    |   |                            |                                         |
| 28 | 56                         | 2                                       | 64 | 127 | 127/64                     | 100                                     | 217 | 217/100 | 136                        | 270                                     | 135/68  |   |                            |                                         |
| 29 | 30                         | 30/29                                   | 65 | 84  | 84/65                      | 101                                     | 102 | 102/101 | 137                        | 138                                     | 138/137 |   |                            |                                         |
| 30 | 72                         | 12/5                                    | 66 | 144 | 24/11                      | 102                                     | 216 | 36/17   | 138                        | 288                                     | 48/23   |   |                            |                                         |
| 31 | 32                         | 32/31                                   | 67 | 68  | 68/67                      | 103                                     | 104 | 104/103 | 139                        | 140                                     | 140/139 |   |                            |                                         |
| 32 | 63                         | 63/32                                   | 68 | 126 | 63/34                      | 104                                     | 210 | 105/52  | 140                        | 336                                     | 12/5    |   |                            |                                         |
| 33 | 48                         | 16/11                                   | 69 | 96  | 32/23                      | 105                                     | 192 | 64/35   | 141                        | 192                                     | 64/47   |   |                            |                                         |
| 34 | 54                         | 27/17                                   | 70 | 144 | 72/35                      | 106                                     | 162 | 81/53   | 142                        | 216                                     | 108/71  |   |                            |                                         |
| 35 | 48                         | 48/35                                   | 71 | 72  | 72/71                      | 107                                     | 108 | 108/107 | 143                        | 168                                     | 168/143 |   |                            |                                         |
| 36 | 91                         | 91/36                                   | 72 | 195 | 65/24                      | 108                                     | 280 | 70/27   | 144                        | 403                                     | 403/144 |   |                            |                                         |

## Números solitarios

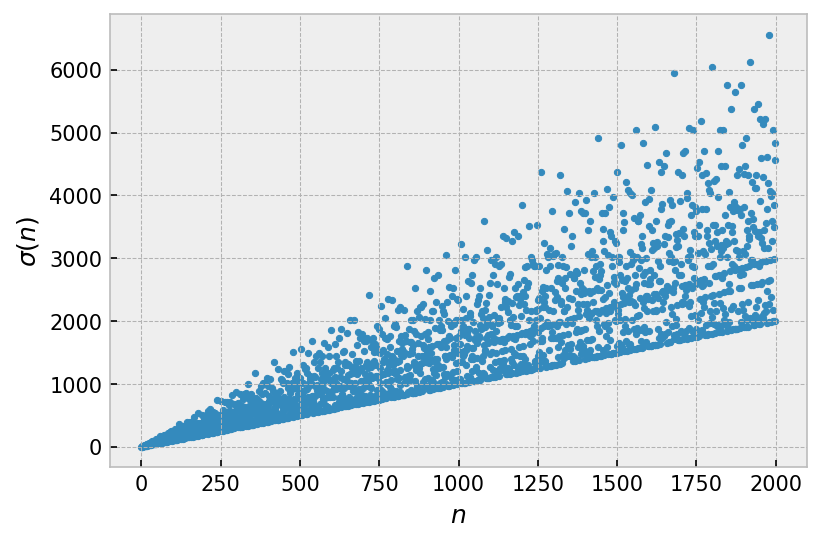
La suma de los factores divisores únicos de un entero, hasta n=2000

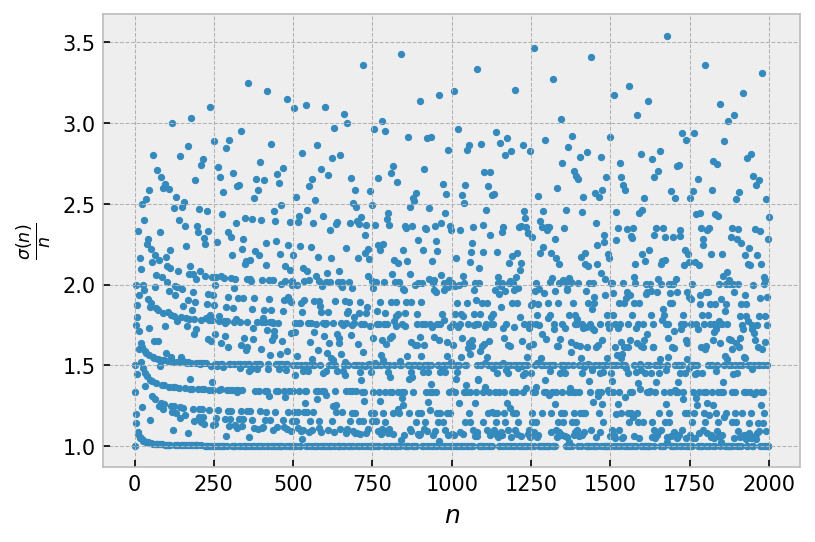
El índice numérico amigable de enteros hasta 2000, calculado obteniendo la suma de sus factores únicos y dividiéndola por n. Además del ruido aparente, comienzan a aparecer algunas líneas

Un número que pertenece al club de los solitarios (porque ningún otro número es amigable con él), se denomina un número solitario. Se sabe que todos los números primos son solitarios, al igual que las potencias de los números primos. Más generalmente, si los números n y σ(n) son números coprimos, lo que significa que el máximo común divisor de estos números es 1, de modo que σ(n)/n es una fracción irreducible, entonces el número n es (sucesión A014567 en OEIS) solitario. Para un número primo p se tiene que σ(p) = p + 1, que es coprimo con p.
No se conoce ningún método general para determinar si un número es amigable o solitario. El número más pequeño cuya clasificación se desconoce es 10; aunque se conjetura que es solitario. Si no lo es, su amigo más pequeño es al menos de un tamaño superior a {\displaystyle 10^{30}}. También se sabe que existen números pequeños con su amigo más pequeño relativamente grande: por ejemplo, 24 es amigable, pero su amigo más pequeño es 91.963.648.

## Clubes grandes
Es un problema abierto si existen clubes infinitamente grandes de números amigos entre sí. Los números perfectos forman un club, y se conjetura que hay infinitos de ellos (al menos tantos como primos de Mersenne), pero no se conocen pruebas al respecto. A 2018 de 12, se conocen 51 números perfectos, el mayor de los cuales tiene más de 49 millones de dígitos en la notación decimal. Hay clubes conocidos con más miembros: en particular, los formados por los números perfectos múltiples, que son números cuyo índice de abundancia es un número entero. A principios de 2013, el club de números amigos con índice de abundancia igual a 9 contaba con 2094 miembros conocidos. Aunque se sabe que algunos son bastante grandes, se supone que los clubes de números perfectos múltiples (excluyendo los propios números perfectos) son finitos.

## Densidad asintótica
Todo par a, b de números amigos da lugar a que una proporción positiva de todos los números naturales sean amigos (pero en diferentes clubes), al considerar los pares na, nb para multiplicadores n con mcd(n, ab) = 1. Por ejemplo, la pareja amiga primitiva 6 y 28 da lugar a las parejas amigas 6n y 28n para todos los n que son congruentes a 1, 5, 11, 13, 17, 19, 23, 25, 29, 31, 37 o 41 módulo 42.
Esto demuestra que la densidad natural de los números amigos (si existe) es positiva.
Anderson y Hickerson propusieron que la densidad debería ser de hecho 1 (o de manera equivalente, que la densidad de los números solitarios debería ser 0). Según el artículo de MathWorld sobre Números solitarios (véase la sección de Referencias a continuación), esta conjetura no se ha resuelto, aunque Pomerance llegó a pensar que la había refutado.